# Lychas scutilus
Espèce
Synonymes
- Isometrus weberi Karsch, 1882
- Isometrus mesor Simon, 1884
- Isometrus phipsoni Oates, 1888
- Archisometrus nigrimanus Kraepelin, 1898

Lychas scutilus est une espèce de scorpions de la famille des Buthidae.

## Distribution
Cette espèce se rencontre en Indonésie, en Malaisie, en Thaïlande, en Birmanie, en Inde aux îles Andaman et en Australie aux îles Cocos.

## Description

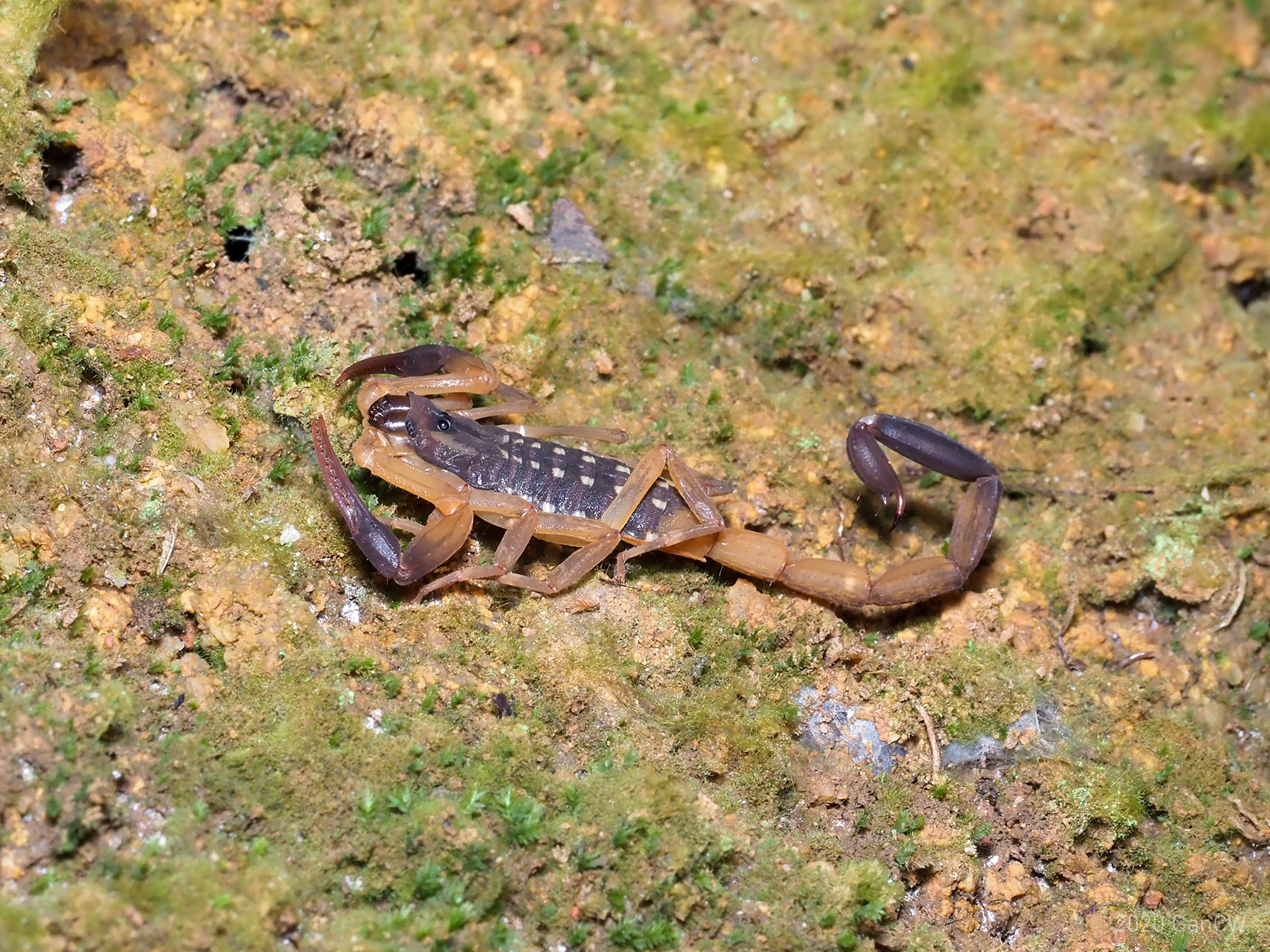
Lychas scutilus

Les mâles mesurent de 60 à 86,5 mm et les femelles de 40 à 65 mm.

## Publication originale
- C. L. Koch, 1845 : Die Arachniden. Nuremberg, C.H. Zeh’sche Buchhandlung, vol. 12, p. 1–166 (texte intégral).